# Скобельцин, Николай Дмитриевич
Николай Дмитриевич Скобельцин (01.05.1789—22.05.1852) — полковник, действительный статский советник, кавалер Российских и иностранных орденов, уездный предводитель дворянства.
Сын помещика села Нижний Суходол Алексинского уезда Тульской губернии — поручика Дмитрия Егоровича и Анны Петровны урождённой Крюковой. Дворянин из дворянского рода Скобельцины.

## Биография
Родился 01 мая 1789 года в селе Нижний Суходол Алексинского уезда. В 1802 году, в возрасте 13 лет, отправлен юнкером на службу в Лейб-гвардии Гусарский полк.  В 1806 году за отличие в Аустерлицком сражении получает свой первый офицерский чин — корнет. В 1809 году штаб-ротмистр и за отличия на эфес его сабли пожалован знак ордена Святой  Анны IV степени.
Во время Отечественной войны 1812 года, командир запасного эскадрона Лейб-гвардии Гусарского полка,  участвует в сражениях на Дриссе, под Возницами, при Клястицах, при Полоцке и Чашниках, у Борисова. За отличия в боях награждён орденами Святого Владимира IV степени с бантом и Святой Анны II степени. В 1813 году произведён в полковники. В 1813 - 1814 годах участвует в Заграничном походе русской армии. В ранге полковника он храбро сражается с французами при Кульме, Лейпциге и Париже, за что награжден золотой саблей с надписью «За храбрость» и знаком прусского ордена Железного Креста, алмазными знаками ордена Святой Анны II степени и прусским орденом «За Заслуги». Войну закончил в покоренной столице Франции — Париже.
За болезнью, полученной в походах, 25 января 1816 года Николай Дмитриевич уволен с военной службы. После отставки живёт в доставшемся ему от отца имении в селе Нижний Суходол. На дворянском депутатском собрании дворяне Алексинского уезда выбирают 02 сентября 1820  его своим предводителем. Выполнял обязанности до 14 февраля 1824 года.
В чине коллежского советника поступает в 1824 году на статскую службу чиновником особых поручений в Департамент разных податей и сборов Министерства финансов в Санкт-Петербурге. Пожалован в статские советники 14 ноября 1824 года. Награждён знаком отличия беспорочной службы. В 1830 году уволен из департамента с возведением в чин действительного статского советника. Храмоздатель и попечитель  Казанской церкви в селе Нижней Суходол.
Умер от чахотки 22 мая 1852 года в возрасте 63 лет. Похоронен рядом со своими родителями на кладбище при Казанской церкви в селе Нижний Суходол, могилы уничтожены в 1930-х годах.

## Семья
Жена: Анна Петровна урождённая Кокошкина, помещица Воронежского уезда Воронежской губернии.
Дети:
- Скобельцин Александр Николаевич (01.08.1823—?) — ротмистр (1852), имел конный завод, жена Людмила Алексеевна.
- Скобельцин Михаил Николаевич (20.09.1824—?) — имел усадьбу в Катуховской волости Воронежского уезда.